# England Hockey
England Hockey ist der nationale Hockeyverband  in England. Schottland und Wales besitzen eigene Verbände, Nordirland bildet mit der Republik Irland einen gemeinsamen Verband.

## Organisation
England Hockey ist ein Mitglied der European Hockey Federation (EHF) und der International Hockey Federation (FIH). Der Verband organisiert den Spielbetrieb in der höchsten englischen Feldhockeyliga, der England Hockey League.
Die zweite Ebene der Hockeyorganisation in England besteht aus sechs Regionalverbänden – East, Midlands, North Hockey Association, South, West und den Combined Services. Darunter angeordnet sind die Bezirksverbände (county associations). 
Während im Vereinigten Königreich für Hockey getrennte Nationalverbände und -mannschaften bestehen, treten bei den Olympischen Spielen von Great Britain Hockey organisierte britische Mannschaften an. Durch das enttäuschende Abschneiden der britischen Teams seit dem Gewinn der Goldmedaille der Herren bei den Olympischen Spielen 1988 kam es immer wieder zu Spannungen zwischen den verschiedenen Verbänden.
Die englische Nationalmannschaft trug ihre Heimspiele im National Hockey Stadium in Milton Keynes aus. Ein Faktor für die Insolvenz der EHA waren jedoch die Unterhaltskosten für dieses Stadion. Das Stadion ist momentan an den Fußballverein Milton Keynes Dons verleast und wird nicht für Hockeyspiele genutzt. Internationale Spiele werden entweder in Vereinsstadien oder gemieteten Stadien anderer Sportarten ausgetragen.

## Geschichte
Der erste englische Hockeyverband, die Hockey Association (HA), wurde am 10. April 1875 mit sieben Clubs (Teddington, Richmond, Surbiton, Sutton, East Surrey, Upper Tooting, The Strollers) gegründet und löste sich 1882 wieder auf. Die erneute Gründung erfolgte am 18. Januar 1886. Die HA gab 1896 das erste Regelwerk für Hockey heraus. Erst 1970 schloss sich die HA zusammen mit dem Schottischen Verband der EHF und der FIH an.
England Hockey wurde am 1. Januar 2003 als Nachfolger der English Hockey Association (EHA) gegründet. Diese ging 2002 in die Insolvenz. Die EHA war 1996 aus der Fusion der nationalen (englischen) Hockeyverbände des Herren-, Damen- und Mixedhockeys hervorgegangen.
Die internationalen Aufgaben übernahm nach der Insolvenz der EHA zunächst die World Class Hockey Limited, die von Sport England, dem nationalen Sportverband, finanziert wurde. Am 1. Juli 2005 übernahm England Hockey auch diese Aufgaben.